# Janke Nijdam
Janke Nijdam (19 november 1934 - 22 juli 2023) was een Nederlands softballer.
Nijdam kwam als achtervanger uit voor het eerste damesteam van HHC (later Sparks geheten) uit Haarlem en werd met haar club meermalen Nederlands kampioen. Ze was tevens international van het Nederlands damessoftbalteam van 1964 tot 1967. Na haar actieve topsportcarrière werd ze succesvol softbaltrainer bij HHC. In 1997 werd ze opgenomen in de eregalerij van de KNBSB. Ze werd daarbij omschreven als "(...) een van de architecten van het Nederlands softbal."
Ze werkte als docent lichamelijke opvoeding in het middelbaar onderwijs in Haarlem.